# Islámský terorismus

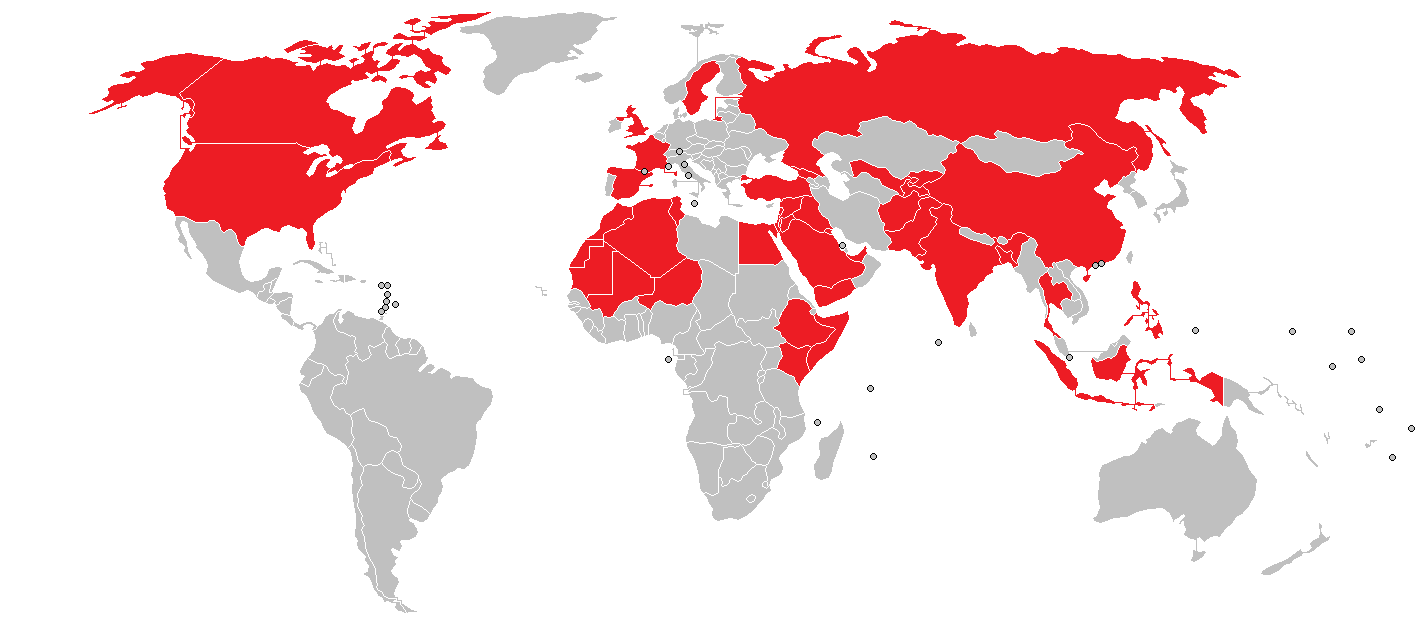
Země, kde mezi 11. zářím 2001 a květnem 2013 došlo k islámským teroristickým útokům.

Islámský terorismus či islamistický terorismus je označení pro teroristické činy páchané skupinami či jednotlivci označovanými za islamisty, kteří své politické jednání motivují a obhajují islámskou vírou založenou na textech koránu a hadísů.
K hlavním ideologickým proudům islamistického terorismu patří džihádistický salafismus, ze kterého vycházejí organizace Al-Káida, blízkovýchodní Islámský stát nebo africká Boko Haram. Tato ideologie vznikla původně pro podporu mezinárodní muslimské pomoci ve válce proti Sovětskému svazu v Afghánistánu. V tomto konfliktu má kořeny i fundamentalistické hnutí Tálibán. Další organizace sahající k terorismu, Hamás a Hizballáh, mají původ v izraelsko-palestinském konfliktu. Mnoho zemí a mezinárodních organizací uvádí tyto skupiny nebo jejich ozbrojená křídla na seznamu teroristických organizací.
Nejvíce obětí přinesly útoky 11. září 2001 v USA, které na ně reagovaly vyhlášením války proti terorismu. I v dalších státech a v mezinárodní politice se obrana proti islamistickému terorismu stala jednou z nejvíce diskutovaných otázek bezpečnosti.
Podle některých zdrojů jde o politický program uchopení moci a náboženství je pouhou zástěrkou. Některé zdroje jako příčiny terorismu poukazují na neutěšenou politickou situaci a dlouhodobé pocity ponížení a frustrace ve společnosti.

## Terminologie

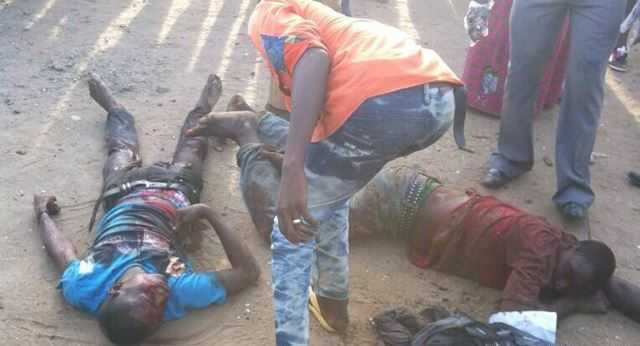
Teroristický útok Boko Haram ve městě Abuja 14. dubna 2014

Teroristické útoky islamistů nebo teroristické útoky osob pod vlivem islámu je označení pro úkony a incidenty, které tyto osoby vedou zcela úmyslně k zastrašení protivníka nebo pozorovatele, tak, aby došlo k změně názorů protivníka nebo pozorovatele. Tyto úkony jsou prováděny a zveřejňovány tak, aby co nejlépe naplnily tento úkol.
Obvyklým konáním, které takto označováno, je mučení a vraždění, vraždy, hromadné vraždy, znásilňování a hromadné znásilňování, únosy s požadavky výkupného, únosy a následné popravy, únosy a zotročování. Tyto úkony jsou osobami pod vlivem islámu v 21. století, kdy dochází k silné radikalizaci věřících, prováděny na ozbrojených, neozbrojených i bezmocných osobách, na ženách, mužích i dětech nebo humanitárních pracovnících, bez ohledu na věk. Některé opakované teroristické útoky mají charakter genocidy jedné skupiny obyvatel vůči jiné, či ostatním skupinám, národnostně nebo teologickými názory se odlišujícím.
Za teroristický čin není považován běžný únos, vraždění nebo znásilnění nevěřících muslimem, nebo skupinou muslimů bez politického podtextu, a korán takové konání údajně ani nezakazuje.
Teroristické útoky islamistů nebo osob pod vlivem islámu jsou v 21. století incidenty, které se v tomto období šíří v celosvětovém měřítku, kdy spousta nekompromisních islámských skupin obhajují stínání a zotročování ve jménu náboženství a chalífátu proti jiným muslimským uskupením a nemuslimům (tzv. "nevěřících").

## Reakce na teroristické činy

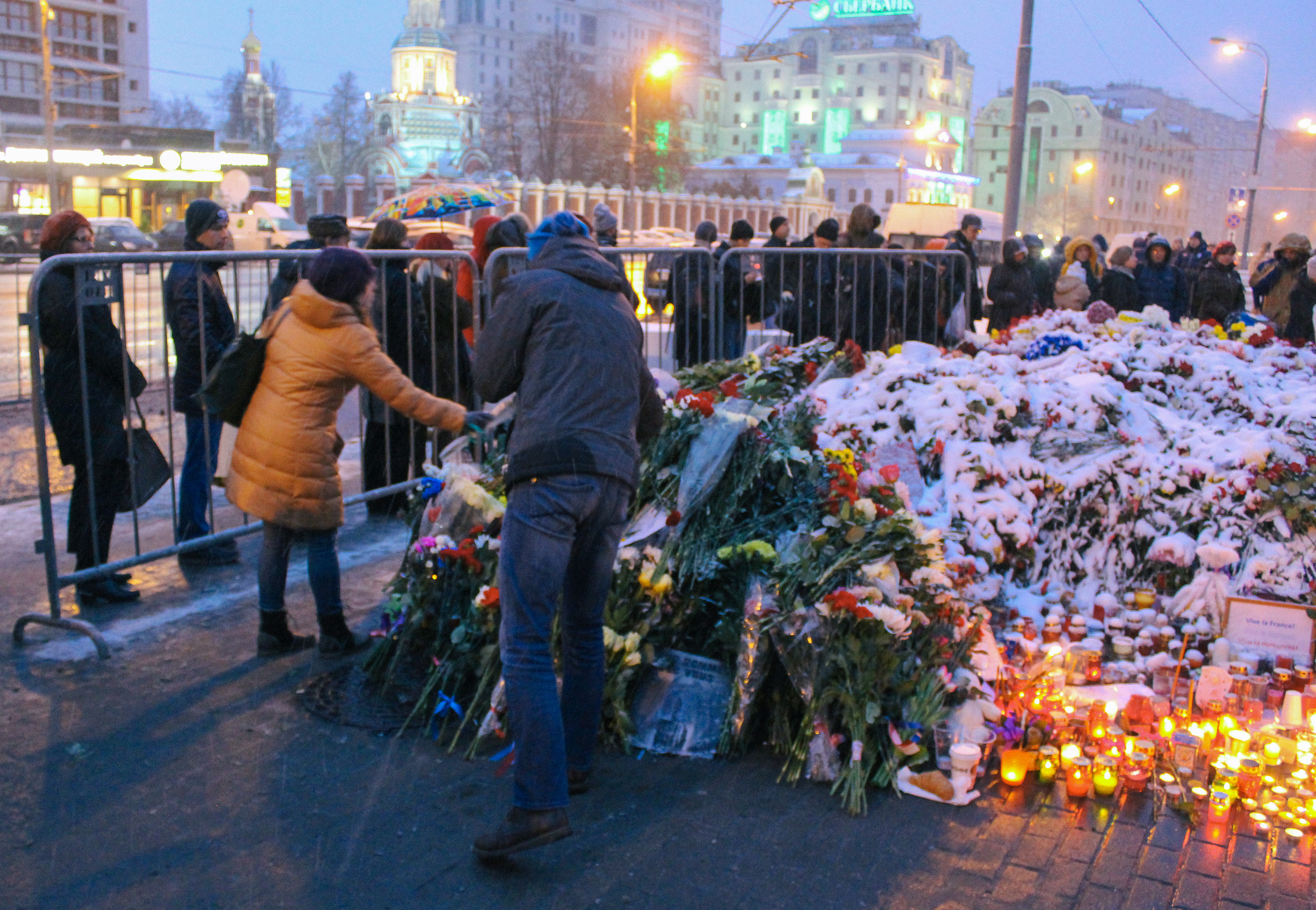
Rusové pokládají květiny u velvyslanectví Francie po útocích Islámského státu v Paříži

Postoje a hodnocení obyvatel, nemuslimů i muslimů k teroristickým činům se pohybuje v širokém rozmezí názorů. Mezi muslimy není žádná autorita oprávněná vyjádřit hodnocení, neměnné a závazné pro muslimy.
- glorifikace – některé skupiny obyvatel chápou teroristický čin jako oprávněnou a chvályhodnou reakci, čin hrdiny typu partyzána nebo ochránce víry, protože s ohledem na skutečnost, že jde o nevěřící, nebo příslušníky nějaké skupiny obyvatel a chvályhodný čin. Atentáty palestinských útočníků na civilisty bývají islámskými autoritami hodnoceny jako legitimní akty konané v rámci národně osvobozeneckého boje.[2]
- souhlasná – některé skupiny obyvatel chápou teroristický čin jako oprávněnou reakci, protože jde o nevěřící, nebo pro nějaké chování obětí (navštěvování školy, nevhodné kresby).
- tolerantní – některé skupiny obyvatel odsuzují teroristický čin jako nevhodný a chování obětí jako nevhodné či trestuhodné, protože jde o nevěřící, nebo pro nějaké chování obětí (navštěvování školy, nevhodné kresby).
- nesouhlasná – některé skupiny obyvatel chápou teroristický čin jako nevhodnou reakci.

Podle průzkumu Jacobsona a Decarda z roku 2015 citovaného v analýze spolku Evropské hodnoty z května 2016 považovalo 35 % muslimů ve Velké Británii, Francii a Německu za ospravedlnitelné použití násilí na ochranu své náboženské víry (po jednotlivých zemích to bylo v roce 2012 47,3 % muslimů ve Velké Británii, 29,8 % v Německu a 18,5 % ve Francii.), zatímco u lidí s vysokou mírou náboženského fundamentalismu to bylo až 72 %. Podle průzkumu YouGov z roku 2011 přitom i 7 % nemuslimských Britů souhlasilo s tvrzením, že islamistický terorismus může být ospravedlnitelný, a 54 % považovalo za ospravedlnitelný terorismus v obraně proti cizí okupaci. Podle Pewova průzkumu z roku 2006 považovalo sebevražedné útoky a jiné formy násilí proti civilistům za účelem obrany islámu za neospravedlnitelné až 83 % muslimů v Německu, 70 % ve Velké Británii, 69 % ve Španělsku a 64 % ve Francii.

## Snaha o zachování principů multikulturní společnosti ve změněných podmínkách
Reakcí na radikalizaci muslimských obyvatel v Evropě a nárůst počtu muslimských obyvatel byl přirozený vzrůst podpory radikální pravicové a ultrapravicové politiky v Evropě mezi obyvatelstvem. Tento nárůst podpory odráží obavy obyvatel z násilí a vzrůstá s teroristickými útoky ve Francii.
Muslimové v některých civilizovaných zemích vyjadřují politování nad teroristickými útoky souvěrců, nesouhlasí s nimi a poukazují na fakt, že většina muslimů teroristické útoky nepáchá a muslimové jsou stejnou součástí společnosti jako kterékoliv jiné osoby. Vyjádření odsouzení obecně vždy vede k lepšímu náhledu jiných obyvatel země na muslimy jako skupinu než pokud takový odsudek vražd neozbrojených a bezmocných osob nebyl zveřejněn a tedy převládá obecně přesvědčení že činy souvěrců chápou a schvalují.